# Säfurä Älizadä
Säfurä Älizadä (azerbajdzjanska: Səfurə Əlizadə), född 20 september 1992 i Baku, är en azerisk sångerska.

## Eurovision Song Contest 2010
Den 2 mars 2010 vann Älizadä den azerbajdzjanska nationella finalen och representerade Azerbajdzjan i Eurovision Song Contest 2010 i Oslo. Där tävlade hon med låten Drip Drop som hon slutade på femte plats med i finalen. Låten är skriven av en svensk låtskrivargrupp med bland andra Anders Bagge och Stefan Örn.

## Diskografi

### Album
- 2010 - It's My War

### Singlar
- 2010 - "Drip Drop"
- 2010 - "March On"
- 2011 - "Paradise"
- 2011 - "Alive"